# At Vance
At Vance — немецкая пауэр-метал/неоклассик метал-группа, созданная в 1998 году вокалистом Оливером Хартманном и гитаристом Олафом Ленком.

## История
Летом 2001 года был подписан контракт с немецким лейблом AFM Records на выпуск альбома Only Human. При этом имевшийся действующий контракт с Shark Records был прекращён в связи с его исполнением, и в связи с накопившимися разногласиями группа предпочла его не продлевать. В поддержку нового альбома на апрель 2002 года было запланировано европейское турне, однако незадолго до него, в январе «по личным причинам» из группы ушёл басист Йохен Шнур. На замену был взят Саша Фельдман.
В мае 2003 года группа выпустила альбом The Evil In You, в поддержку которого отправилась в европейское турне с Kamelot и Symphorce. В октябре 2004 группа опубликовала на своём официальном сайте демоверсию песни Chained, которая по имевшимся на тот момент планам, должна была войти в состав нового альбома, назначенного на 2005 год. В декабре 2004 года группу покинул ударник. Поскольку группа на тот момент активно работала над новым альбомом, в поддержку которого на апрель 2005 года уже было запланировано совместное турне с Brainstorm, то вопрос с ударником был весьма актуальным. Спустя почти месяц поисков было объявлено, что партии ударных для нового альбома запишет Франко Зуккаролли, но вакансия постоянного ударника в группе остаётся по-прежнему открытой. Новый ударник был найден лишь в феврале 2005 года. Им стал Марк Кросс, бывший барабанщик Helloween и Metalium.
Следующий альбом группы 'VII' был представлен в июне 2007 года. Этот альбом стал дебютным для нового вокалиста группы Рика Альтци. Август того же года ознаменовался сменой басиста и ударника. Новыми участниками группы стали Мануэль Вальтер (бас-гитара) и Алекс Ланденбург (ударные).
К записи нового материала группа приступила весной 2009 года после замены басиста на Вольфмана Блэка. Состав группы на тот момент стал выглядеть следующим образом:
- Олаф Ленк — гитара
- Рик Альтци — вокал
- Алекс Ланденбург — ударные
- Вольфман Блэк — бас-гитара

Альбом, получивший название Ride the Sky вышел в сентябре 2009 года. После его выхода в студийном творчестве группы наступил перерыв. В 2010 году основной лейбл группы AFM Records выпустил сборник редких песен и каверов группы, а следующий студийный альбом увидел свет лишь в апреле 2012 года. Выход нового альбома, озаглавленного Facing Your Enemy, был предварён публикацией песни Savior. Кроме того, для продвижения альбома был снят видеоклип на заглавную композицию альбома.

## Участники
- Олаф Ленк — гитары, клавишные (с 1998 года)
- Рик Альтци — вокал (с 2007 года)
- Вольфман Блэк — бас-гитара (с 2009 года)
- Алекс Ланденбург — ударные (с 2007 года)

### Бывшие участники
- Матс Левен — вокал (2003—2005)
- Оливер Хартманн — вокал (1998—2002)
- Райналд Кёниг — гитара (1998—2003)
- Ули Мюллер — клавишные (1998)
- Спуни — ударные (1998—1999)
- Йохен Шнур — бас-гитара (1998—2002)
- Саша Фельдман — бас-гитара (2002—2005)
- Юрген Лукас — ударные (1999—2003)
- Джон «ABC» Смит — бас-гитара (2005—2007)
- Марк Кросс — ударные (2005—2007)
- Мануэль Вальтер — бас-гитара (2007—2009)

## Дискография

### Альбомы
- No Escape (1999)
- Heart of Steel (2000)
- Dragonchaser (2001)
- Early Works — Centers (2001)
- Only Human (2002)
- The Evil In You (2003)
- Chained (2005)
- VII (2007)
- Ride the Sky (2009)
- Facing Your Enemy (2012)

### Сборники
- The Best Of (2004)
- Decade (2010)